# داش كسن (تشاراويماق)
داش كسن (بالفارسية: داش‌کسن) هي منطقة سكنية تقع في قسم تشاراويماق الجنوبي الغربي الريفي في إيران. يقدر عدد سكانها بـ 37 نسمة .